# Erlenbruchwald Beek am Grenzwall und Stöcker Bach
Das Naturschutzgebiet Erlenbruchwald Beek am Grenzwall und Stöcker Bach liegt auf dem Gebiet der kreisfreien Stadt Remscheid in Nordrhein-Westfalen. Das Gebiet erstreckt sich südöstlich der Kernstadt von Remscheid. An der Westseite grenzt das Naturschutzgebiet an den Wohnplätze Grenzwall und Birgden (I). Im Norden liegt das Gewerbegebiet Tenter Weg/Handelsweg und im Osten verläuft die Borner Straße (B 51). Die südliche Grenze bildet die Eschbachtalsperre und die Hofschaft Buchholzen.

## Bedeutung
Das etwa 10,32 ha große Gebiet unterliegt seit dem 8. April 2002 einem Veränderungsverbot. Unter der Schlüsselnummer RS-015 steht das Gebiet unter Naturschutz. Das Naturschutzgebiet erstreckt sich auf schmale Abschnitte entlang der Bäche Beek am Grenzwall und Stöcker Bach. Der Stöcker Bach entspringt zwischen den Hofschaften Stöcken und Piepersberg. Die Beek am Grenzwall hat ihr Quellgebiet östlich der Siedlung Grenzwall und mündet in den Stöcker Bach, der ein bedeutender Zufluss zur Eschbachtalsperre ist. Es handelt sich um ein fast vollständig im Wald gelegenes, naturnah und strukturreich ausgebildetes Bachtalsystem mit Erlenbruchwaldbeständen beiderseits der Bäche. Dieser Bereich stellt den größten zusammenhängenden Erlen(bruch)waldkomplex im Bereich der Stadt Remscheid dar.
Die Schutzausweisung erfolgt insbesondere zur Erhaltung und Sicherung der Erlenbruchwaldbereiche, Erlen-Eschenwald-Streifen, Fließgewässer, Quellbereiche, Brachen sowie Feucht- und Magerwiesen. Zudem sollen die Fließgewässer als Lebensraum erhalten und deren Durchgängigkeit, Dynamik, Gewässergüte, Strukturreichtum und Biotopverbundfunktion gesichert werden. Die Bachtäler stellen einen wichtigen Lebens-, Rückzugs-, Regenerations- und Ruheraum für gefährdete Tierarten (unter anderem Groppe) dar und weisen eine Vielzahl schutzwürdiger Biotopstrukturen auf. Insgesamt ist das Gebiet wegen der besonderen Eigenart und Schönheit schutzwürdig, da die Ursprünglichkeit, Unberührtheit und Weitläufigkeit dieser Bachauen einzigartig für Remscheid ist.

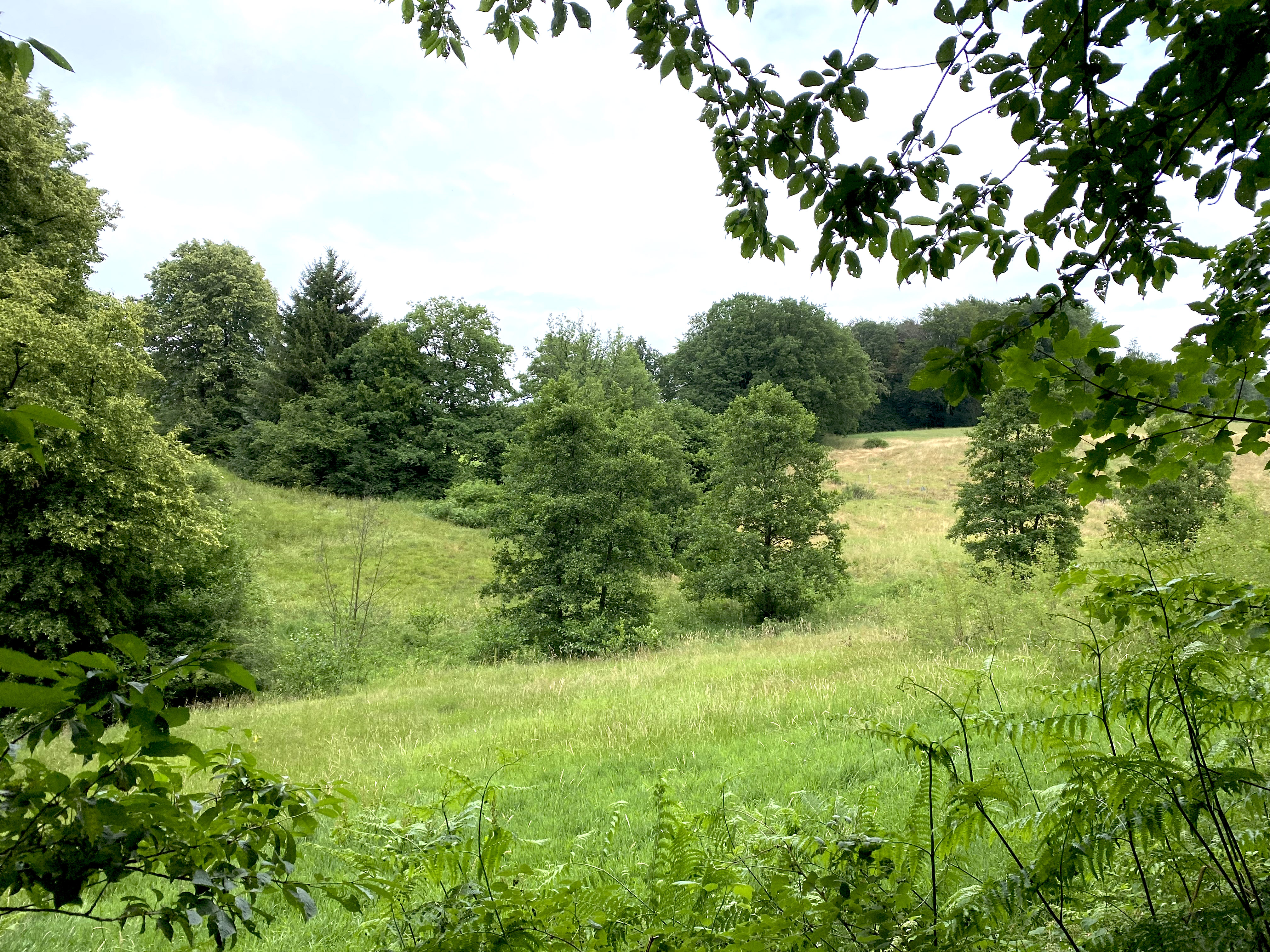
Wald-/Wiesenmosaik im oberen Stöcker Bachtal
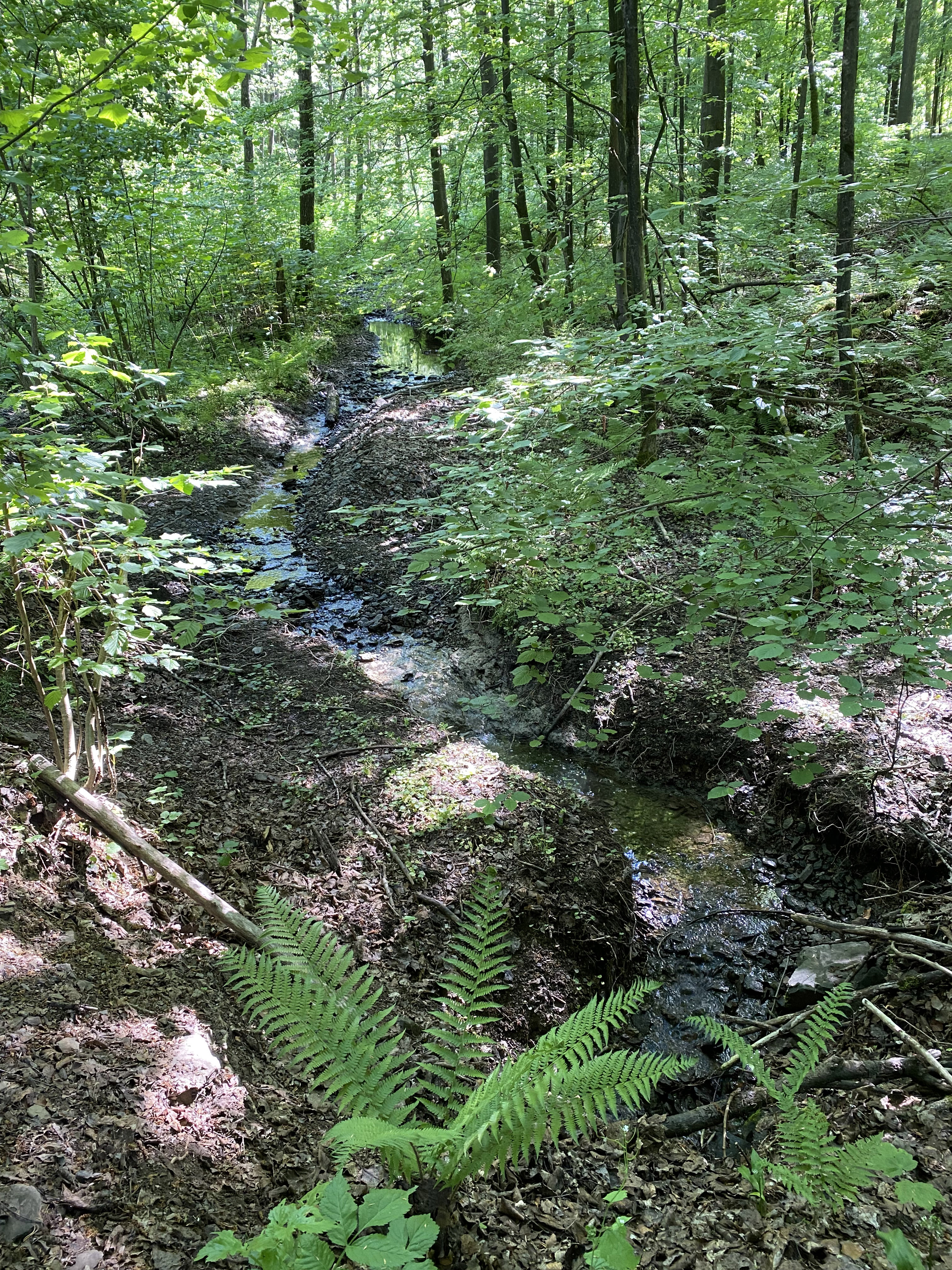
Erlenbruchwald an der Beek am Grenzwall
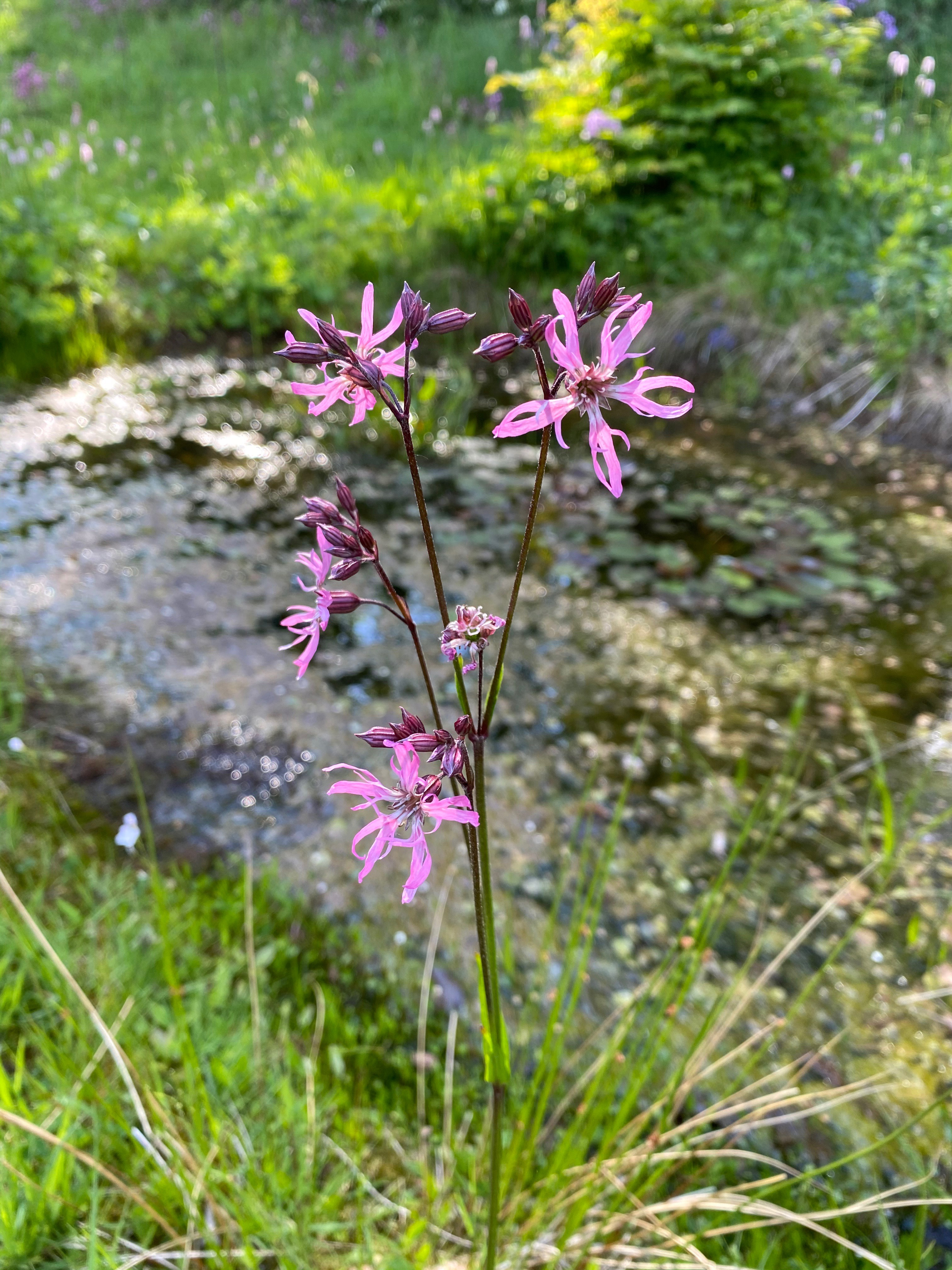
Kuckucks-Lichtnelke (Lychnis flos-cuculi)
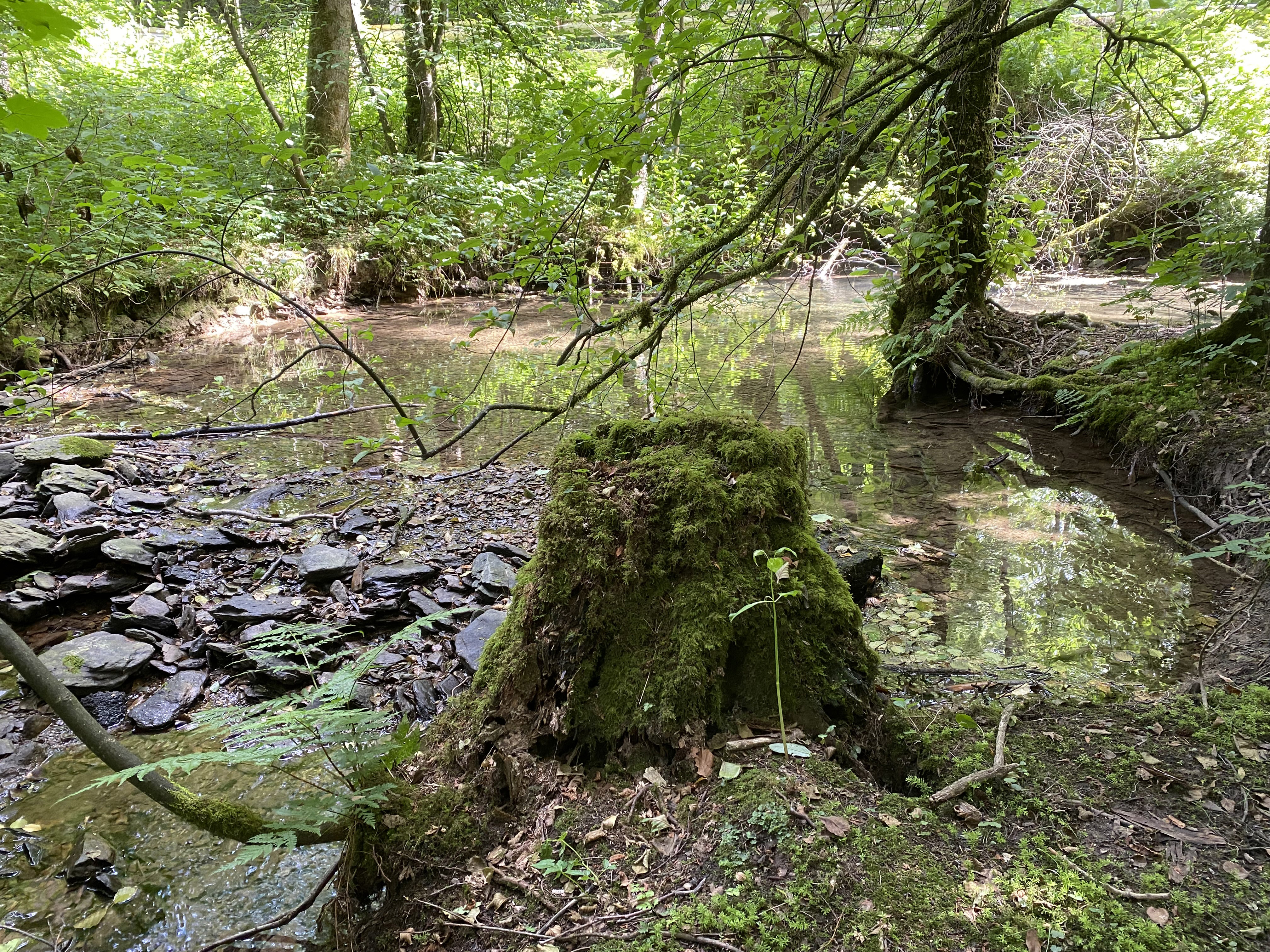
Stöcker Bach – Kolk mit Bachforellen
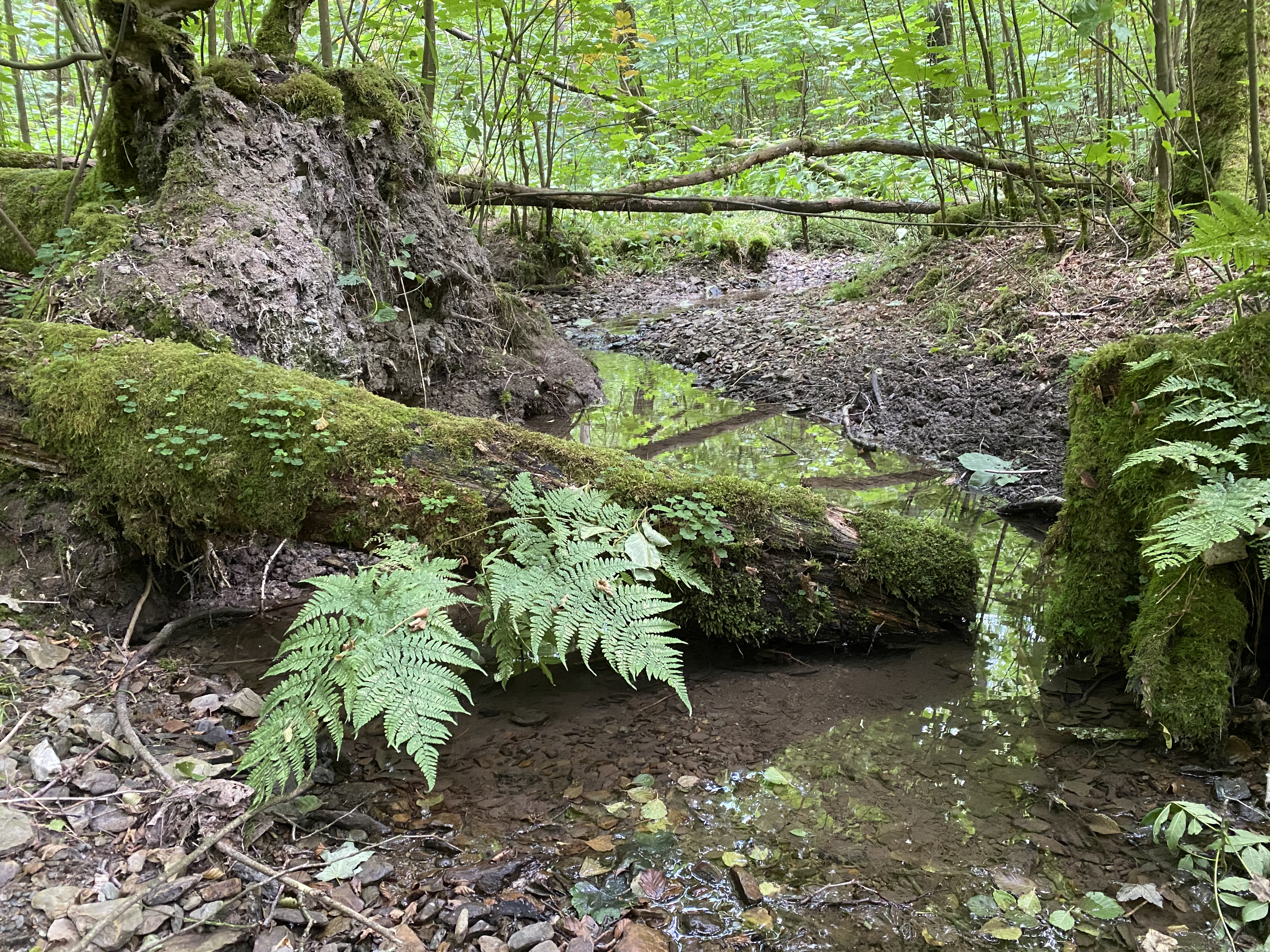
Stöcker Bach im Erlenbruchwald
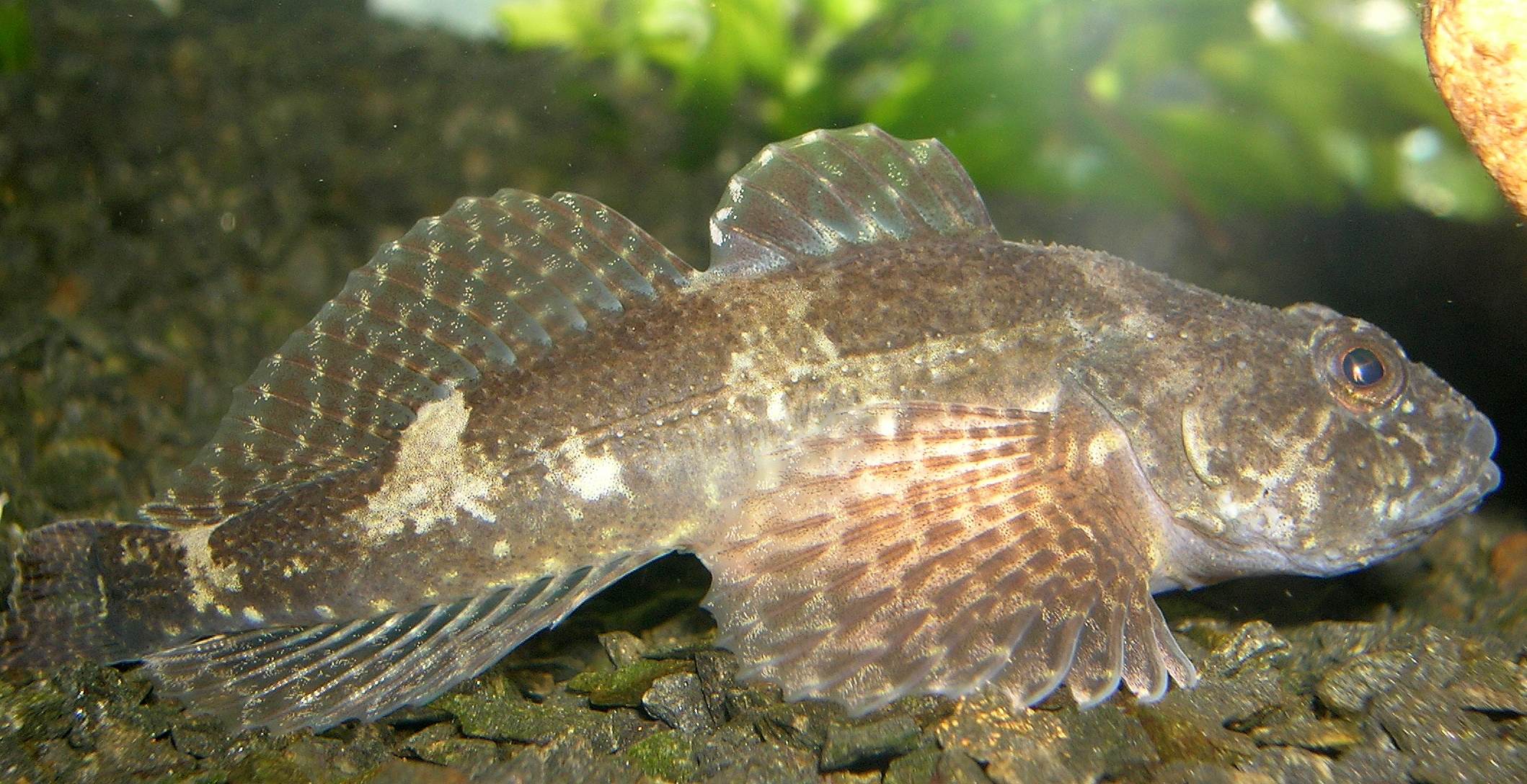
Groppe (Cottus gobio)
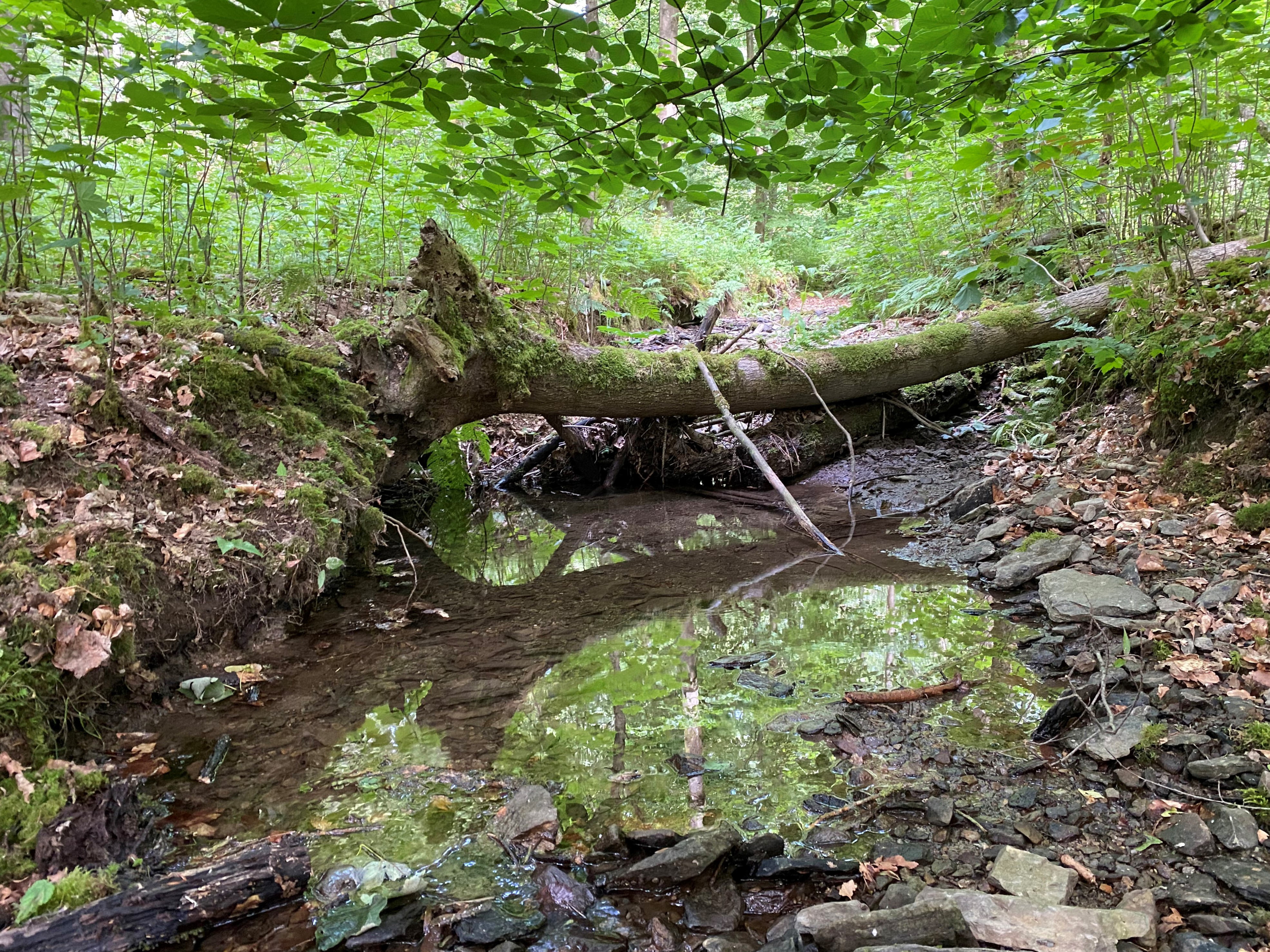
Stöcker Bach im Erlenbruchwald
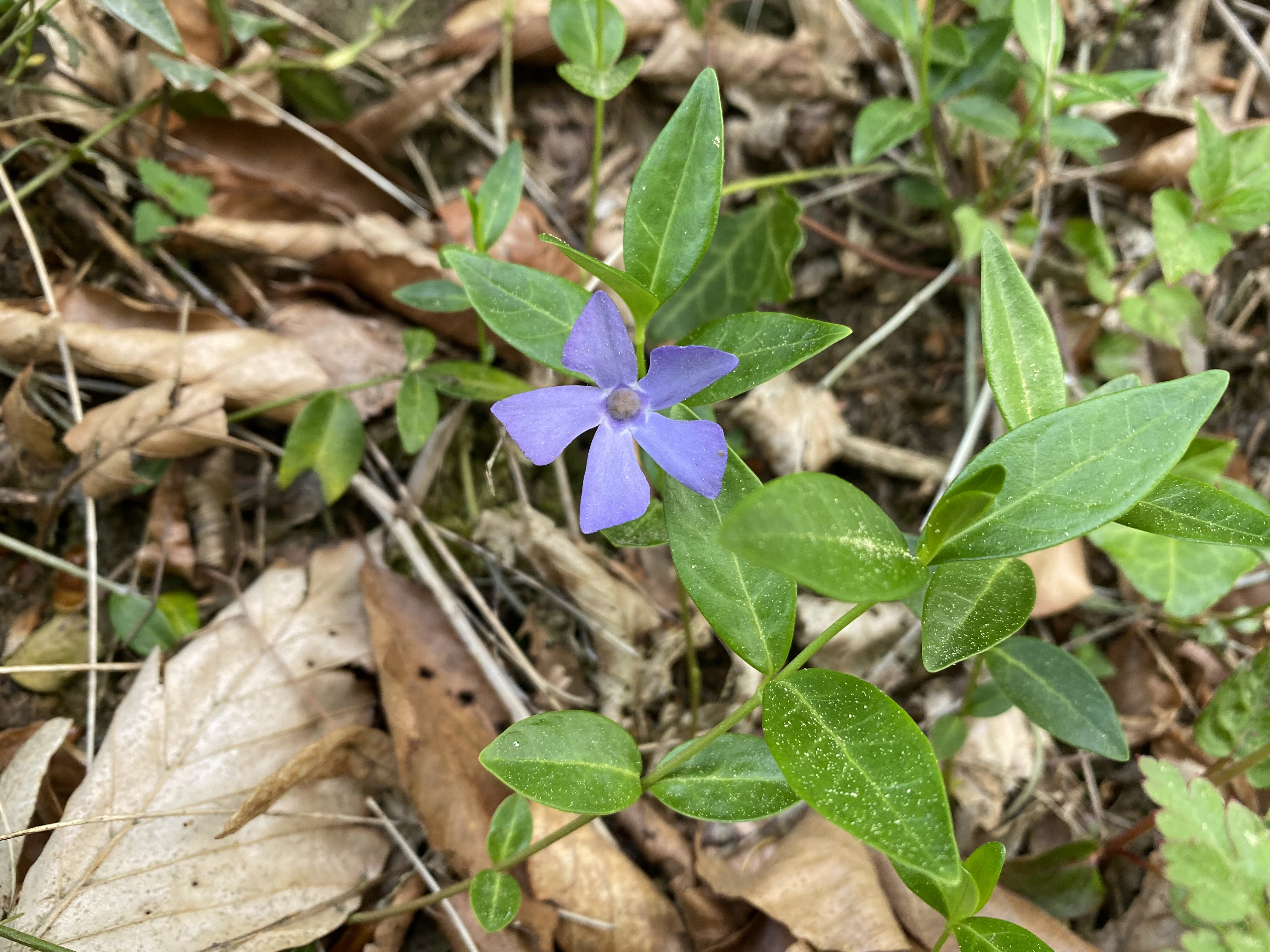
Kleines Immergrün (Vinca minor)
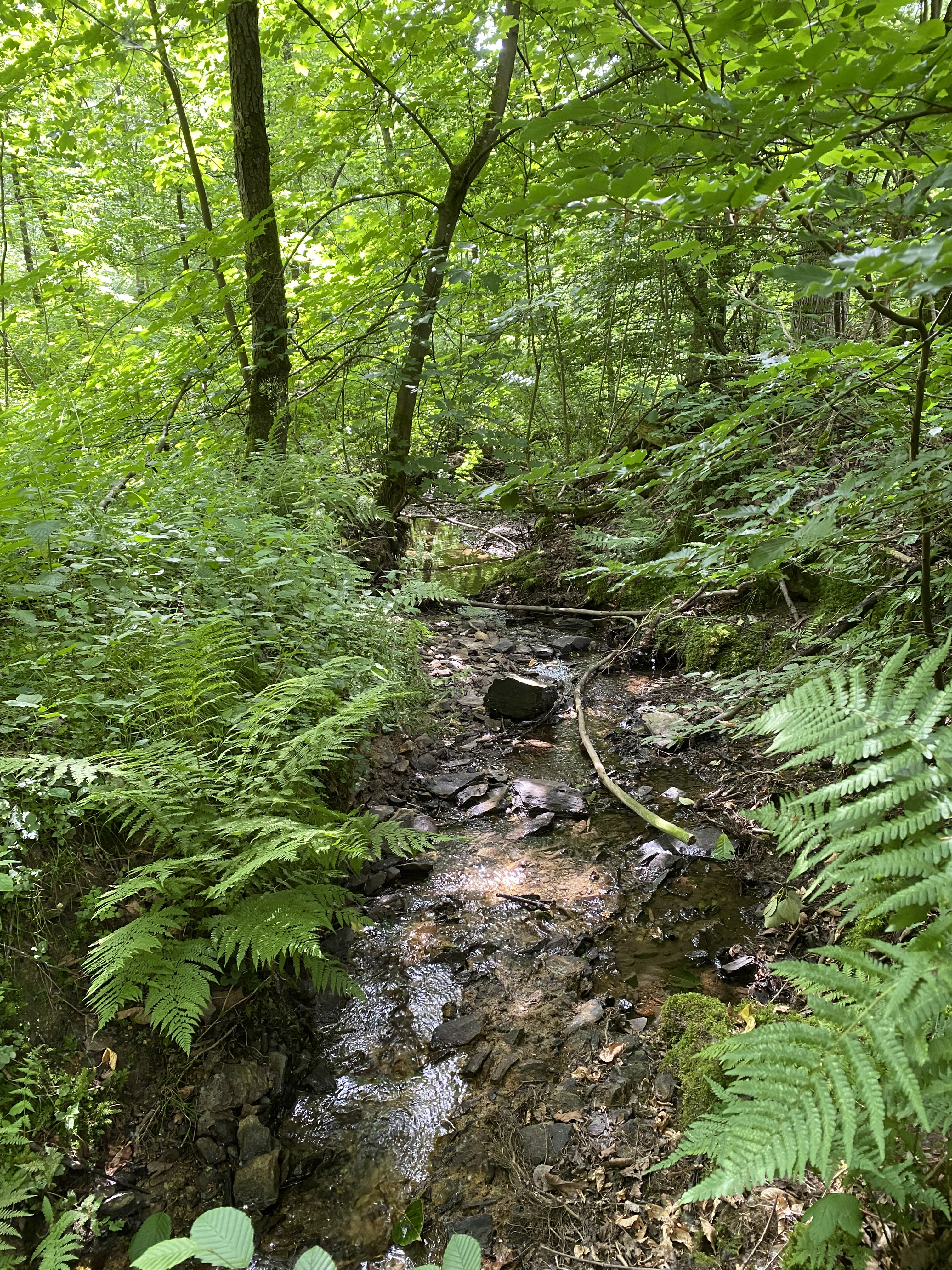
Beek am Grenzwall im Erlenauwald
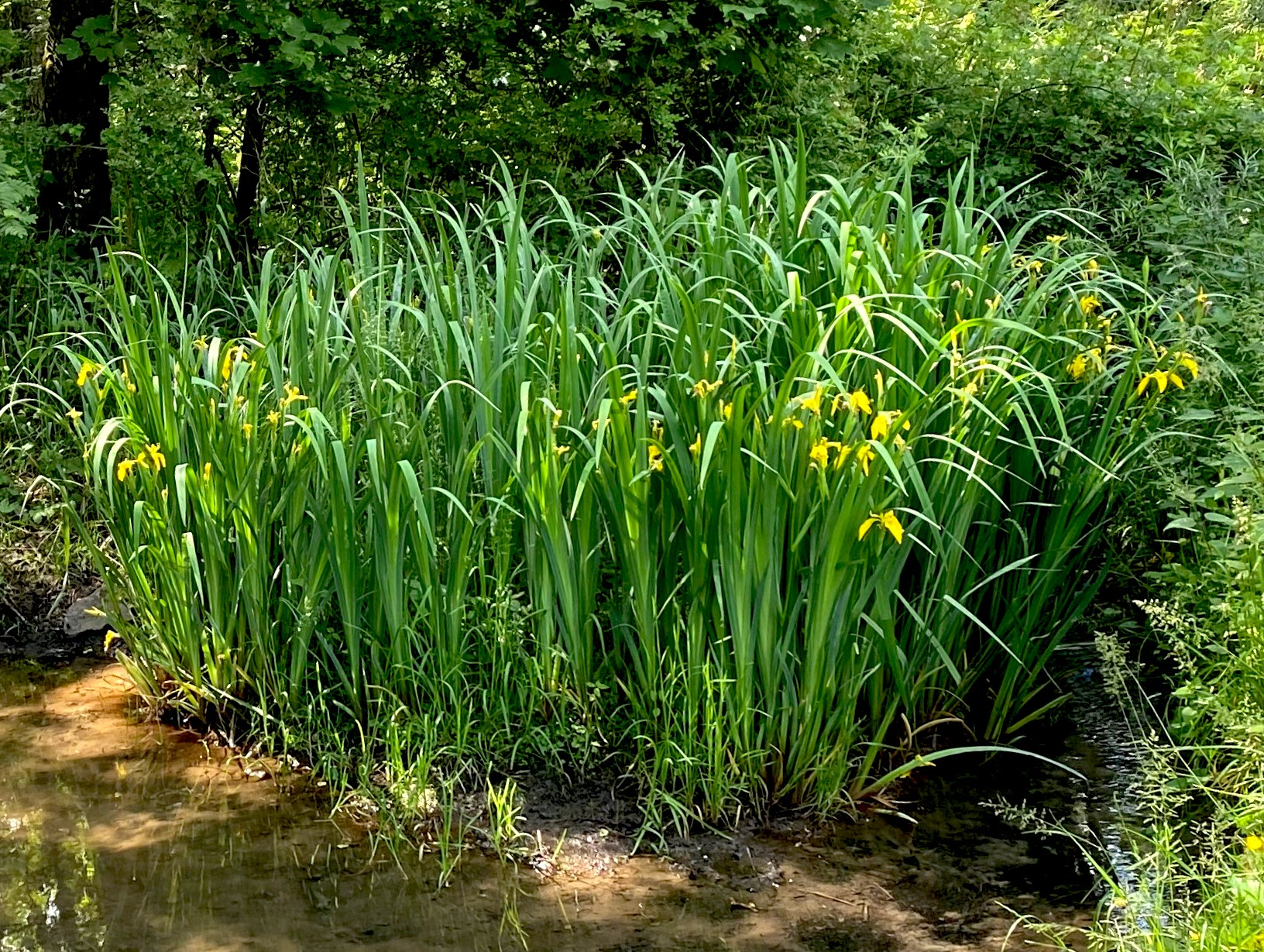
Gelbe Schwertlilie (Iris pseudacorus)
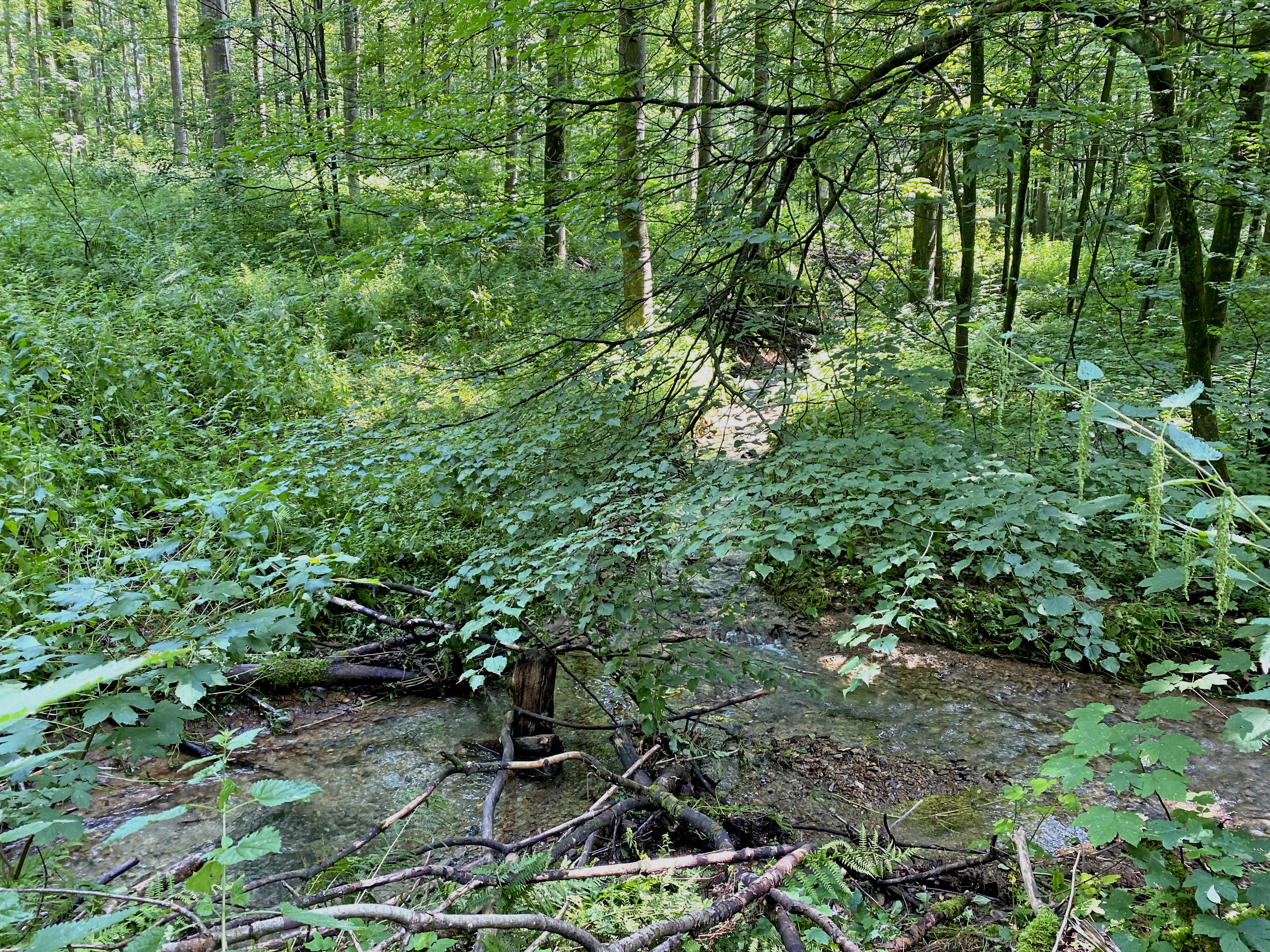
Beek am Grenzwall – Einmündung der Weiersfelder Delle
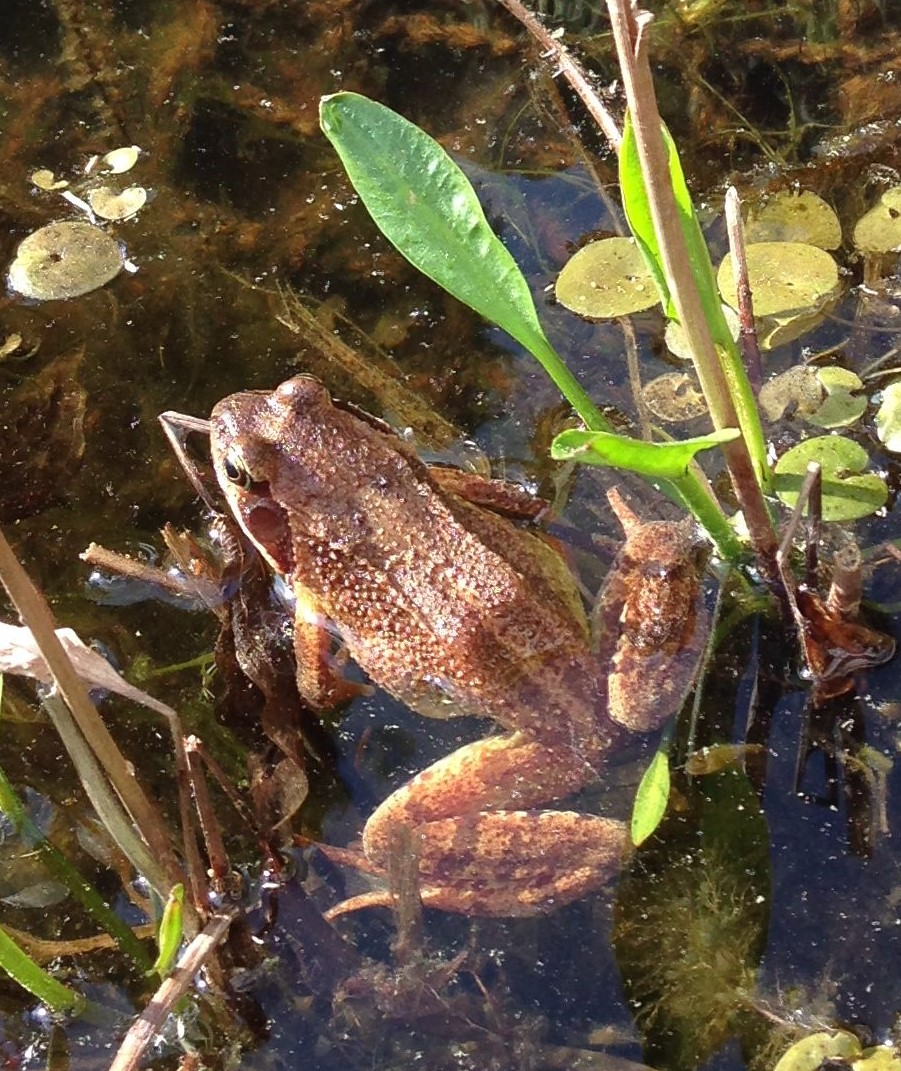
Grasfrosch (Rana temporaria)
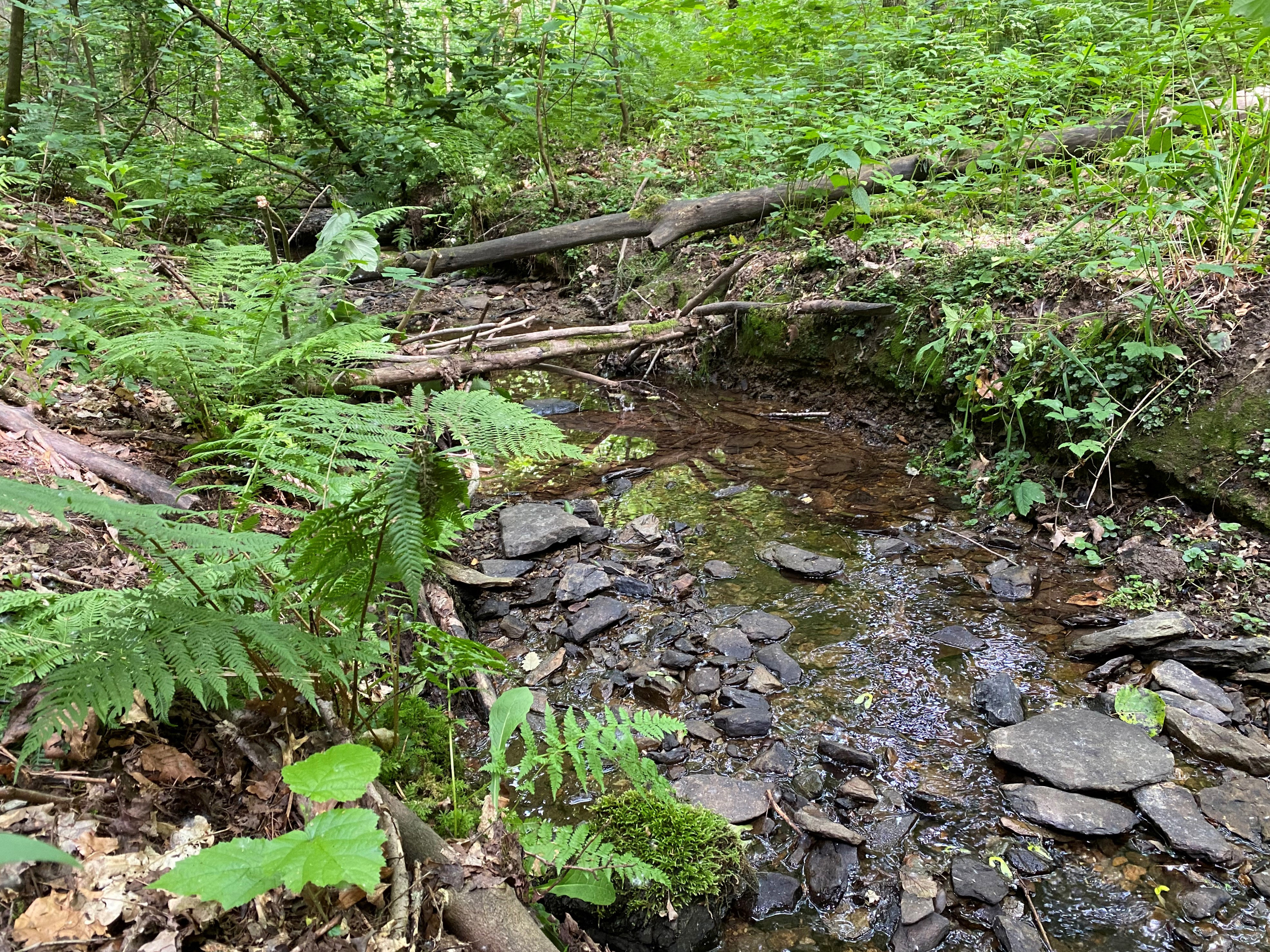
Beek am Grenzwall – steinig-kiesiges Bachbett
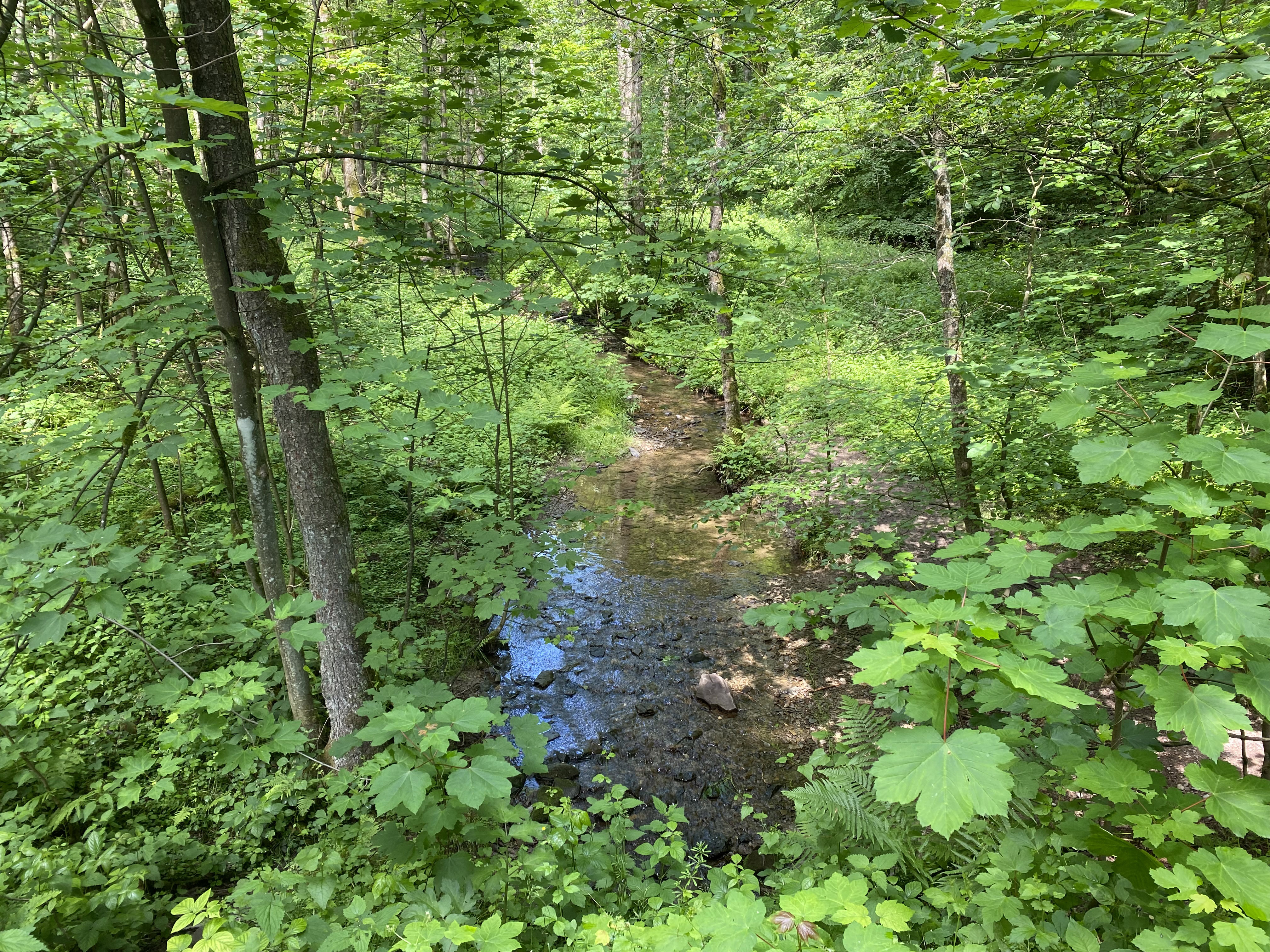
Stöcker Bach an der Eschbachtalsperre